# 秦树绪
秦树绪（？—？），广西灵川人，是一名清朝政治人物。
秦树绪曾于1790年接替孙存礼任福建永安县知县一职，1792年由詹斌接任。